# Mosel·la
|  | Aquest article tracta sobre el riu afluent del Rin. Si cerqueu el departament francès, vegeu «Mosel·la (departament)». |

Mosel·la (llatí Mosella, alemany Mosel, francès Moselle) és un riu de França i Alemanya, afluent del Rin, amb un curs de 550 km.
Neix a Bussang a 725 m d'altura al vessant occidental dels Vosges; flueix cap al nord des d'Épinal i desguassava al Mosa fins que fou captat pel Rin per mitjà del Meurthe. Al nord de Nancy rep el Meurthe, passa per Metz i Thionville i després forma la zona de frontera entre Luxemburg i Alemanya, rebent tot seguit al Saar per la dreta i al Sauer per l'esquerra una mica abans de Trier (Trèveris). Rega Renània-Palatinat i finalment desguassa al Rin a Coblença. Part del seu curs és actualment canalitzat.
Ausoni esmenta els noms clàssics d'algun dels seus afluents: Sura (Sour), Pronaea (Prum), Nemesa (Nims), Gelbis (Kill), Erubrus (Ruver), Lesura (Leser), Dralhonus (Drone), Saravus (Saar), i Salmona (Salm).

## El canal Mosa-Mosel·la
A l'inici del segle xix, va haver-hi un projecte gegantí de connectar el Mosel·la i el Mosa mitjançant d'un canal. Els treballs van començar l'any 1827, quan el territori formava part del Regne Unit dels Països Baixos. La manca de recursos financers, la incertesa política i la vinguda del ferrocarril van contribuir a l'abandonament del projecte. El 1839, quan Luxemburg va esdevenir un ducat independent en significava la fi definitiva. En romanen uns vestigis impressionants. Hi ha el canal de l'Ourthe entre Lieja i Comblain-au-Pont. A Bernistap, una entitat del municipi de Houffalize, hi ha un túnel transfronterer de 2,5 km que mai no va utilitzar-se. El 1998, va ser catalogat com a monument històric. Aquest túnel hauria estat el punt culminant del canal.

## Afluents
- Saar (246 km)
- Sauer (173 km)
- Meurthe (161 km)
- Kyll (142 km)
- Seille (135 km)
- Madon (98 km)
- Orne (80 km)
- Lieser (74 km)
- Salm (63 km)
- Elzbach (59 km)
- Alf (53 km)
- Vologne (50 km)
- Rupt de Mad (50 km)
- Ruwer (49 km)
- Moselotte (47 km)
- Esch (46 km)

## Galeria

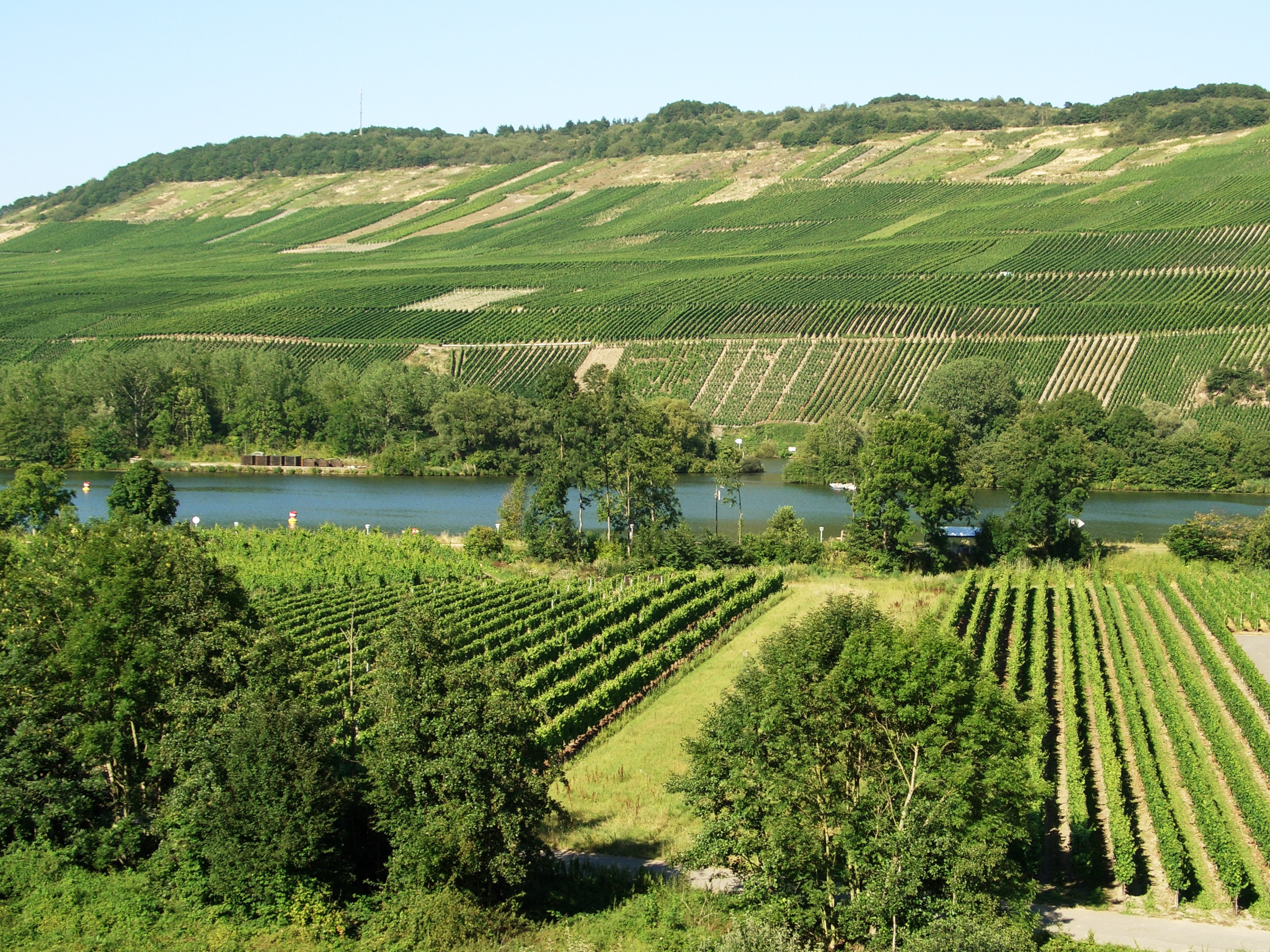
Mosel·la al seu pas prop de Piesport, Alemanya, a la regió vinícola de Mosel.
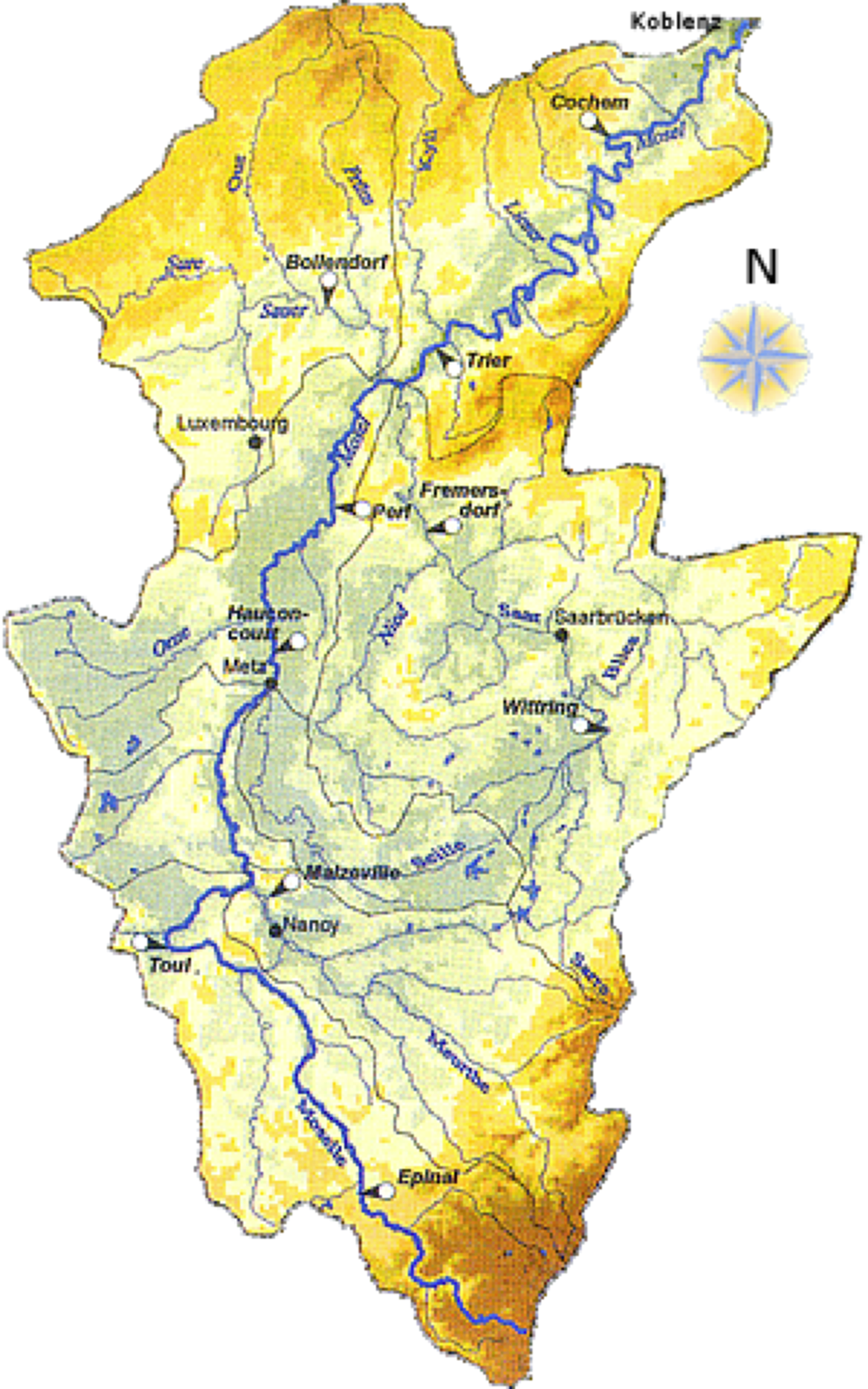
Conca del Mosel·la
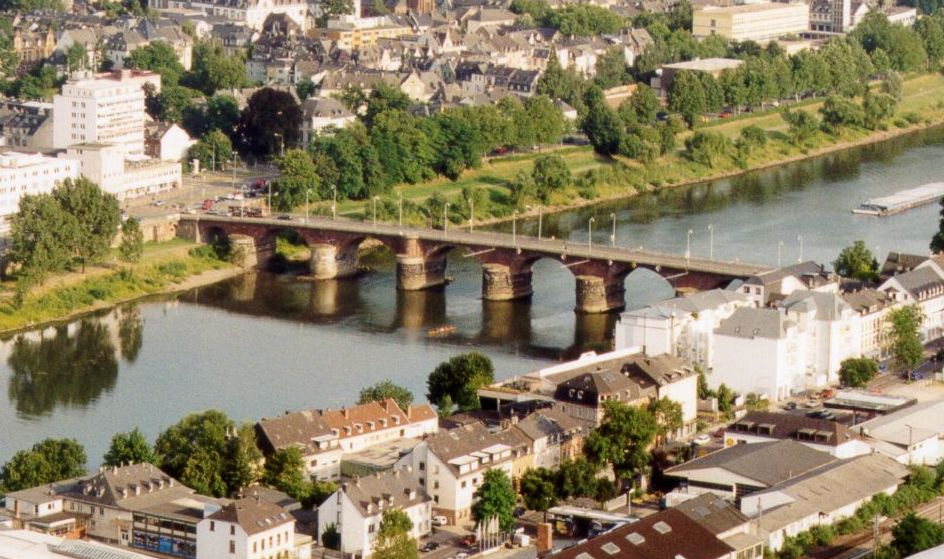
Pont romà sobre el Mosel·la a Trèveris (144-152 dC), vist des de Mariensäule.